# Raúl López González
Raúl López (Jerez de la Frontera, 17 de setembre de 1976) és un futbolista andalús, ja retirat, que ocupava la posició de defensa.

## Carrera esportiva
Va començar a destacar a la UD Melilla. El 1996 recala al Cadis CF, on jugarà durant cinc temporades a Segona B. La seua regularitat possibilita que el fitxa el Racing de Ferrol, amb qui debuta a la Segona Divisió, on roman dos anys.
L'estiu del 2003 retorna al Cadis CF, que ara militava a la categoria d'argent. Des d'eixe any ha estat titular a la defensa gaditana, amb qui va debutar a primera divisió a la campanya 05/06, en la qual el Cádiz no va poder mantindre la categoria.